# NGC 371
NGC 371 je emisijska maglica s otvorenim skupom u zviježđu Tukanu. 

## Vanjske poveznice
- SEDS: NGC 0371